# 왕좌의 게임

《왕좌의 게임》(A Game of Thrones)은 미국의 저자 조지 R. R. 마틴의 판타지 소설 시리즈인 얼음과 불의 노래의 1부이다. 1996년 8월 1일 처음 출판되었다. 이 소설은 1997 로커스상을 받았으며 1997 네뷸라상과 1997 월드 판타지상에 지명되었다. 이 소설의 대너리스 타르가르옌(Daenerys Targaryen) 장을 구성하는 중편 소설 '블러드 오브 드래곤(Blood of the Dragon)'은 최고의 중편소설(Best Novella) 부문에서 1997년 제44회 휴고상 시상식에서 상을 받았다. 2011년 1월 이 소설은 뉴욕 타임즈 베스트 셀러가 되었고 2011년 7월 이 목록에서 1위를 달성하였다.

드라마와 소설의 세계적 성공에 힘입어 관련 머천다이즈 상품(굿즈)이 굉장히 많다. 종류만 수백 가지에 달한다.